# Palma Futsal
Dernière mise à jour : 6 mai 2024.
L'Associació Esportiva Palma de Mallorca Fútbol Sala, connu sous celui de Mallorca Palma Futsal ou simplement Palma Futsal, est un club espagnol de futsal fondé en 1998.

## Histoire
Le club est fondé par Miquel Jaume sous le nom d'Associació Esportiva Manacor le 14 juillet 1998.
Au terme de la première saison 2007-08, il obtient la montée en première division. Redescendu en deuxième division, ils remontent dès l'exercice 2009-10.
En 2021-22, l'équipe est finaliste du championnat remporté par le FC Barcelone. Cette performance qualifie tout de même le club pour sa première compétition continentale, la Ligue des champions de l'UEFA.
Pour sa première Coupe d'Europe, Mallorca Palma Futsal remporte la phase finale de la Ligue des champions 2022-23 à domicile, 4-3 contre Benfica en demi-finale puis aux tirs au but en finale contre le Sporting Portugal (1-1 tab 5-3).
Entré lors du tour principal de la Ligue des champions 2023-24, en tant que tenant du titre, Palma Futsal remporte le groupe dont il est l'hôte. L'équipe se qualifie pour sa seconde finale à 4 européenne de suite.

## Palmarès

### Titres et trophées
Les trois premières finales nationales disputées par les Majorquins sont toutes perdues : la Coupe du Roi 2016, la Supercoupe d'Espagne 2022 et la Liga 2022.
| Compétitions internationales | Championnats nationaux | Coupes nationales                                                            |
| --- | --- | ---------------------------------------------------------------------------- |
| - Coupe intercontinentale (2) - Vainqueur : 2023 et 2024 - Ligue des champions de l'UEFA (3) - Vainqueur : 2022-23 , 2023-24 et 2024-25 | - Championnat d'Espagne - Vice-champion : 2021-22 - Championnat d'Espagne D2 (2) - Champion : 2007-08 et 2009-10 - Vice-champion : 2006-07 - Championnat d'Espagne D3 (1) - Champion : 1999-00 - Championnat d'Espagne D4 (1) - Champion : 1998-99 | - Coupe du Roi - Finaliste : 2015-16 - Supercoupe d'Espagne - Perdant : 2022 |

### Bilan par saison
| Saison  | Championnat d'Espagne | Championnat d'Espagne | Championnat d'Espagne | Coupe d'Espagne | Coupe du Roi       | Supercoupe d'Espagne | Ligue des champions | Coupe intercontinentale |
| Saison  | Division              | #                     | Play-offs             | Coupe d'Espagne | Coupe du Roi       | Supercoupe d'Espagne | Ligue des champions | Coupe intercontinentale |
| ------- | --------------------- | --------------------- | --------------------- | --------------- | ------------------ | -------------------- | ------------------- | ----------------------- |
| 1998/99 | D4                    | 1er                   | pas de playoff        |                 | pas de compétition | non qualifié         | non qualifié        | non qualifié            |
| 1999/00 | D3                    | 1er                   | pas de playoff        |                 | pas de compétition | non qualifié         | non qualifié        | non qualifié            |
| 2000/01 | D2                    | 3e                    | pas de playoff        |                 | pas de compétition | non qualifié         | non qualifié        | non qualifié            |
| 2001/02 | D2                    | 12e                   | pas de playoff        |                 | pas de compétition | non qualifié         | non qualifié        | non qualifié            |
| 2002/03 | D2                    | 13e                   | pas de playoff        |                 | pas de compétition | non qualifié         | non qualifié        | non qualifié            |
| 2003/04 | D2                    | 11e                   | pas de playoff        |                 | pas de compétition | non qualifié         | non qualifié        | non qualifié            |
| 2004/05 | D2                    | 12e                   | pas de playoff        |                 | pas de compétition | non qualifié         | non qualifié        | non qualifié            |
| 2005/06 | D2                    | 6e                    | pas de playoff        |                 | pas de compétition | non qualifié         | non qualifié        | non qualifié            |
| 2006/07 | D2                    | 2e                    | pas de playoff        |                 | pas de compétition | non qualifié         | non qualifié        | non qualifié            |
| 2007/08 | D2                    | 1er                   | pas de playoff        |                 | pas de compétition | non qualifié         | non qualifié        | non qualifié            |
| 2008-09 | D1                    | 15e                   | non qualifié          |                 | pas de compétition | non qualifié         | non qualifié        | non qualifié            |
| 2009/10 | D2                    | 1er                   |                       |                 | pas de compétition | non qualifié         | non qualifié        | non qualifié            |
| 2010-11 | D1                    | 5e                    | 1/4 de finale         | 1/4 de finale   | 3e tour            | non qualifié         | non qualifié        | non qualifié            |
| 2011-12 | D1                    | 10e                   | non qualifié          |                 | 1/4 de finale      | non qualifié         | non qualifié        | non qualifié            |
| 2012-13 | D1                    | 11e                   | non qualifié          |                 | 2e tour            | non qualifié         | non qualifié        | non qualifié            |
| 2013-14 | D1                    | 11e                   | non qualifié          |                 | 1/4 de finale      | non qualifié         | non qualifié        | non qualifié            |
| 2014-15 | D1                    | 5e                    | Demi-finale           | 1/4 de finale   | 1/4 de finale      | non qualifié         | non qualifié        | non qualifié            |
| 2015-16 | D1                    | 4e                    | Demi-finale           | 1/4 de finale   | Finaliste          | non qualifié         | non qualifié        | non qualifié            |
| 2016-17 | D1                    | 6º                    | 1/4 de finale         | 1/4 de finale   | 1/8 de finale      | non qualifié         | non qualifié        | non qualifié            |
| 2017-18 | D1                    | 6º                    | 1/4 de finale         | Demi-finale     | 1/8 de finale      | non qualifié         | non qualifié        | non qualifié            |
| 2018-19 | D1                    | 5º                    | 1/4 de finale         | Demi-finale     | 1/8 de finale      | non qualifié         | non qualifié        | non qualifié            |
| 2019-20 | D1                    | 5º                    | Demi-finale           | 1/4 de finale   | 1/4 de finale      | non qualifié         | non qualifié        | non qualifié            |
| 2020-21 | D1                    | 2º                    | Demi-finale           | 1/4 de finale   | 1/8 de finale      | non qualifié         | non qualifié        | non qualifié            |
| 2021-22 | D1                    | 3e                    | Vice-champion         | 1/4 de finale   | 3e tour            | non qualifié         | non qualifié        | non qualifié            |
| 2022-23 | D1                    | 1er                   | Demi-finale           | 1/4 de finale   | Demi-finale        | Vainqueur            | Vainqueur           | Vainqueur               |
| 2023-24 | D1                    |                       |                       |                 |                    | non qualifié         | Vainqueur           |                         |

## Personnalités

### Dirigeants et entraîneurs
Présidents :
- 1998-2021 :  Miquel Jaume
- 2021- :  Tomeu Quetglas

Entraîneurs :
- 1998-2005 :  ?
- 2005-2012 :  José Lucas Mena, dit « Pato »
- 2012-2014 :  Tomás de Dios
- 2014-2017 :  Juanito
- 2017- :  Antonio Vadillo

### Joueurs notables
En 2007, Miguelín s'engage avec Fisiomedia Manacor. Dès la première saison 2007-08, il obtient la montée en première division. Redescendu en deuxième division, ils remontent au terme de l'exercice 2009-10, où Miguelín termine meilleur buteur de Segunda División. Dès la remontrée dans l'élite, Miguelín est élu meilleur joueur et meilleur ailier de Primera División 2010-11 et devient international espagnol.
En 2015-16, Bruno Taffy est élu meilleur joueur du championnat espagnol sous les couleurs du Palma Futsal.
Pour le final four de la Ligue des champions 2022-23, une grande majorité de l'effectif a déjà disputé ces phases finales à l'image de Mario Rivillos, deux fois sacré avec l'Inter FS. Le gardien de but arménien Luan Muller (en), est nommé meilleur joueur de la finale remportée par l'équipe majorquaise. Auteur de plusieurs arrêts, il détourne notamment le tir au but de Pany Varela en finale.